# Bernardino Lupacchino
Bernardino Lupacchino (né à Vasto à la fin du XVe siècle - mort à Rome après 1559) est un madrigaliste italien, maître de chapelle à la basilique Saint-Jean-de-Latran. Il est l'auteur de huit livres de madrigaux (1543, 1546 et 1547) et d'un célèbre traité de solfège (1559), écrit avec G. M. Tasso.
La chapelle polyphonique de la basilique Saint-Jean-de-Latran, créée en 1535, a connu de nombreux maîtres : Rubino Mallapert, Roland de Lassus, Paolo Animuccia, mais également Giovanni Pierluigi da Palestrina, entré après Lupacchino, en 1555.
Lino Bianchi, biographe de Palestrina, note que la vie privée de Lupacchino fut « follement dissipée », au point de « mettre en péril l'administration de Saint-Jean-de-Latran ».